# Аткар
А́ткар (венг. Atkár [ˈɒtkaːr]) — село в Венгрии, в регионе Северная Венгрия, в медье Хевеш, в Дьёндьёшском яраше.

## Расположение
Располагается в юго-западной части медье, на Западном Подгорье Матры, вблизи Автострады М3, от Дьёндьёша в 9 км, от Хатвана в 21 км, от административного центра медье города Эгера в 50 км.

### Соседние населённые пункты
- Дьёндьёшхалас (3 км), Вамошдьёрк (5 км).

## История
Территория была заселена ещё с первобытных времён, это доказывают найденные при раскопках многочисленные археологические находки каменного века, медного века и эпохи завоевания венграми родины на Дунае. Первое документальное упоминание о селе относится к 1325, под названием Athkar. В то время село принадлежало роду Аба, владельцем был Петер Комполт. В 1325 его сыновья разделили между собой отцовское наследство, аткарское имение досталось Комполту III, родоначальнику семьи Нанаи Комполти. В 1468 земля досталась Миклошу Комполти, но также и сыновья госпожи Маргит, дочери Яноша Комполти, Дьёрдь и Петер Сен претендовали на владение этой землёй, инициировав судебный процесс против Миклоша Комполти. В 1522 был заключён договор наследования между четырьмя сыновьями Михая Орсага и сыновьями Яноша Комполти, по которому Аткар перешёл во владение сыновьям Михая Орсага.
В налоговой переписи 1552 среди указанных в документе деревень, были перечислены разорённые турками деревни, которые освобождались от уплаты налогов. К 1554 Аткар был застроен заново. В налоговой переписи 1564 было снова указано уже 11 дворов.
В 1567 после смерти Криштофа Орсага его старшая сестра, жена Ференца Тёрёка, Борбала Орсаг получила в дар эту землю от императора Священной Римской империи Максимилиана II.
В 1741 Аткар был во владениях главы эстергомского кафедрального собора.
В первой половине XIX века территорией владели семьи: Бенецки, Гостони, Брезоваи, Орци, Фехер, Кюрти, Ковач, Малатински, Петё, Борхи, Варконьи, Хамар, Дьёрки, Макаи, Гал, Бако, Мартон, Петеш, Хармош, Ташши, Хуска и Маркович.
В 1857 вся деревня сгорела в пожарах. Также в том году была построена римская католическая церковь, которая стала центром всех верующих села.
В 1910 в селе было 1755 венгерских жителей римской католической веры. В начале XX века Аткар относился к округу Дьёндьёш комитата Хевеш.
Жители Аткара с 1486 занимаются земледелием, выращивая виноград.
Вблизи Аткара находится Ташш, местечко, которое было когда-то самостоятельным населённым пунктом, ныне имеет статус пусты.

## Ташш
Ташш (Tass) пуста, когда-то была во владениях ветви Редеи рода Аба.
В 1340 сын Петера Редеи, Деметер упоминался с фамилией Ташши, следовательно, он предположительно мог быть владельцем Ташша.
В налоговой переписи 1554 ещё упоминалось в статусе самостоятельного населённого пункта с 3 дворами в активе, в 1564 было почти столько же, а в документации 1576 было указано ещё 6 хозяйств. В налоговых переписях 1635 и 1647 было 3 двора, в 1675 — 1 3/4, в 1686 — 1 1/4.
Ташш пуста была владением князей Эстерхази, у которых здесь было большое хозяйство по разведению овец.

## Население
| Год  | Численность | Численность |
| ---- | ----------- | ----------- |
| 2013 | 1738        | [ 3 ]       |
| 2014 | 1725        | [ 4 ]       |
| 2015 | 1715        | [ 5 ]       |
| 2021 | 1736        | [ 6 ]       |
| 2022 | 1754        | [ 7 ]       |
| 2023 | 1721        | [ 8 ]       |
| 2024 | 1748        | [ 2 ]       |

### Национальный состав
Национальный состав населения Аткара, согласно переписи населения 2001: венгры — 100 %.

## Достопримечательности
- Церковь Архангелов, построенная в XVII веке римская католическая церковь, с каменной статуей Девы Марии
- Почвенный ландшафт ледникового (перигляциального) периода
- Дворец Дёри в Ташш-пусте, в окружении старинного парка